# 行銷獨裁
《行銷獨裁：當代中國的文宣與思想工作》（中国大陆又译《专政的市场化运作：当代中国的宣传与思想工作》）是紐西蘭坎特伯雷大學政治與傳播系副教授安妮-馬里·布雷迪的著作。書中描述中國共產黨在中國大陸以維持一黨專政為目的，使用各種手段對中國人民進行政治宣傳，全面控制包括網際網路在內的所有傳播媒體，以專職人員篩去不利自己的新聞，美化中國的經濟成長，醜化美國和西方人民的生活，主導輿論，轉移話題，如一再重申台灣是中國的一部分，運用網路評論員即時駁斥反動言論，作全體人民的思想工作；另一方面，提供大眾喜好的電玩遊戲和娛樂新聞，使得網際網路成為大陸人民的「虛擬的心靈監獄」。

## 研究計畫
書中內容是紐西蘭皇家學會馬思登基金於2005年一筆634,000紐西蘭元的研究經費支持的一項研究計畫的成果之一。此項名為“當代中國的文宣與思想工作”的研究計畫是由能說流利中文的紐西蘭坎特伯雷大學政治與傳播系副教授安妮-馬里·布雷迪主持，她也是獨立完成本書的作者。
該計畫並支持博士後研究員與碩士學生。曾因六四天安門事件被捕判刑13年，後於1994年獲「保外就醫」赴美國的王軍濤於2006年獲美國哥倫比亞大學政治學博士學位後，亦在2006年10月擔任此計畫的博士後研究員，研究解放軍的宣傳。碩士班學生亦受到此計畫的資助於2008年2月起研究孔子學院與中國的外交政策與海外政治宣傳的關係。
雖然中華人民共和國已非史達林式或毛澤東式的獨裁政權，中國共產黨期望永遠不以西方的民主政治來統治中國，維持一黨專政，再度創造一個「新中國」。在這種情勢下，政治宣傳與思想工作成為重要的核心政策。

## 簡介

### 中共式的公共關係
在布萊迪精簡的230頁的書中解釋中國共產黨如何自六四事件中再生，擴展加強它的宣傳機器。布萊迪在書中展示中國共產黨如何在面對網際網路資訊充斥，傳真機，手機與電郵通訊發達的時代掌控群眾。她認為中國共產黨已藉由巧妙的使用通訊工具提昇它掌控群眾的能力，進而增加它的與合法性與正当性。因此中國共產黨已大大的增強了未來繼續統治的可能性而不須要進行民主改革。
布萊迪的書挑戰兩種對中華人民共和國的政治發展的想法，一種樂觀的認為中國將發展成為多黨派的民主制度，另一種則認為中國共產黨固執的緊握著權力不放。相信群眾壓力能引導中國更開放的提倡人權的人士與自由派人士會因閱讀本書而覺醒。能認清現實的人士也會為布萊迪研究下發現的中國共產黨強大而有效的宣傳機器而感到驚訝。
一般西方學者在六四事件以及蘇聯解體以後在一種勝利的氣氛中盲目相信中國終將被西方價值觀同化，例如美國柯林頓政府主管東亞與太平洋事務的副助理國務卿謝淑麗（Susan Shirk）在《中國：脆弱的超級大國》（China: Fragile Superpower）書中對中國領導的建議是建設在假設黨的目標是引進西方的價值觀的基礎上。布萊迪的書中認為這是非常天真而且與事實差距極大的想法。
布雷迪總結中共的手段為：
- 提倡積極思想，強調中共的成就。
- 重大節日或敏感時間不報導壞消息。
- 不提無法解決的問題。
- 大幅度報導中國經濟高速成長數字。
- 醜化美國與西方對中國的過度反應等。
- 不提倡敵人的觀點。
- 篩選國際新聞，只報導有利中國政府的新聞。
- 控制特定主題的用詞。
- 轉移話題，一再重申台灣是中國的一部分[參⁠ 3]。

人數眾多的中國人民在經濟高度發展的環境下，缺乏資訊，沒有理由對當前的政府不滿。

### 另類的中国制造业
一个典型的例子是中國共产党自1989年以来在关键领域中的政治宣传手法。随着毛澤東主導的政治運動告終，中國共產黨轉向西方學習公共关系和大众媒体的技術，用以主導輿論「制造」和諧社會。在《行銷獨裁》一書中，安瑪麗·布萊迪總结了中共的宣传手法：
- 强调已取得的成就。
- 在重大節日或是敏感日期（包括6月4日）不登坏消息。
- 不提失业，貧富不均等無法解决的问题。
- 美化经济成就。
- 醜化美国。
- 像《一九八四》一書中一樣使用官方新闻用語（例如提到共產黨時不用“黨國體制”而一律使用“執政黨”；不用通货膨胀而用流动性过剩）。
- 在新聞報導中挑撥人们站在中國的立場反對西方勢力。
- 在自然灾害時舉行黨領導的幾近宗教性的悼念儀式以凝聚民族情感。
- 一再重申“台湾是中国领土不可分割的一部分。”

在營利商人的幫助下，这些手法使中共能運用媒体、訊息甚至娱乐為渠道，讓政治宣傳無孔不入。
互联网已经证明是一項重要的渠道，因为它的用户主要是年轻，受过良好教育的城市男性，這種群体，如中共所指出的，在塞尔维亚、格鲁吉亚和乌克兰推動了颜色革命。中共使用控制和监视手法攔阻大多数中共所不想讓人民看到的信息，主導网上辩论只朝對它有利的方向進行。這樣一來，沒有不利中共的資訊，但有很多好玩網路游戏的互聯網已成為布萊迪所稱大陸人民的“虚拟的心靈监狱”。在2000年，柯林顿说，试图控制互联网是“想尝试將果冻钉到墙上。”但中共似乎已经成功的做到了。
这讓將希望寄託在中国民主化的西方人非常難過。也没有任何迹象顯示中國的知识分子們會像八九民運時能體會與關切贫穷同胞們的苦難。不断壮大的中产阶级似乎不怕遭到曾经与资产阶级鬥争的共產黨蹂躏，反而更害怕人數眾多的貧民。因此，中共的一黨專政没有遭遇全國性的挑战。中華人民共和国政府在未來尚須满足日益增长的医疗保健和教育的需求，像1989年那樣领导层的分裂也可能在當前中共面临1989年以來的最大经济考验時危及一黨專政，但目前中共正顺利的航行在历史的潮流中。

### 北京能否扭轉歷史錯誤方向
纽约时事政治评论家孟玄在《世界日報》的《世界周刊》的「風向」專欄中提到書中“解釋控制宣傳，主導輿論陣地的手法，例如去年四川大地震，全國舉行哀悼儀式，凝聚在黨領導下抗災救人，團結人心；美化中國經濟高速成長數字；敏感時間避談無法解決的大陸失業問題，貧富差距擴大；不時乘機醜化美國和西方人民現在找不到工作機會，希望中國百姓有比上不足比下有餘的心態。青年人成天掛在網上，當局瞭解他們的生活喜好和習慣，就是要緊密監控『網路虛擬世界』。青年人喜歡電玩遊戲和娛樂新聞，當局多提供這類網站，淡化青年關注敏感政治話題，篩掉不利自己新聞，還雇用許多論件計酬的網上寫手，即時駁斥反動言論。可以說，北京成功創造『虛擬的心靈監獄』，其適應外界的能力，不是西方一廂情願希望中國和平演變者所能想像。”